# Східно-Монгольський заповідник
Східно-Монгольський заповідник розташовано на півдні аймаку Дорнод, Монголія, у прикордонних з Китаєм районах. Заповідник організовано у 1992 році (570,4 тис. га) з горою Цагаан уул.
На території заповідника живуть олені, лосі, єноти, кабани, видри, та біла антилопа у басейнах річок Онон та Улз та гірського хребта Хянган. Ведмеді та ондатри живуть у басейні Онону. Вовк та лисиця живуть всюди, у лісах живуть білки.
Ґрунти в основному темно-каштанові.